# Umoja
Umoja ("unitat", en swahili) és una vila poblada només per dones fundada el 1990, que es troba al nord de Kenya, a prop de la ciutat d'Archers Point al districte de Samburu, a 380 km de la capital Nairobi. Va ser fundada per Rebecca Lolosoli, una dona d'ètnia samburu, per a dones sense sostre, víctimes de la violència de gènere, i per a noies joves que fugien de matrimonis forçats. Hi ha un centre cultural i un centre d'acampada per a turistes d'una reserva natural propera, la Samburu National Reserve.
L'any 2015 eren 47 dones i 200 nens els habitants d'aquesta població. Com a font d'ingressos, les líders gestionen un campament per a turistes. Cobren per l'entrada i venen productes artesanals fets per elles.
Cal no confondre aquesta vila amb un suburbi de Nairobi del mateix nom.